# Nepenthes dubia
Nepenthes dubia Danser, 1928 è una pianta carnivora della famiglia Nepenthaceae, endemica di Sumatra, dove cresce a 1600–2700 m.

## Conservazione
La Lista rossa IUCN classifica Nepenthes dubia come specie in pericolo critico di estinzione (Critically Endangered).